# Eugen Schmidt
Eugen Stahl Schmidt (Copenhague, 17 de fevereiro de 1862 - Aalborg, 7 de outubro de 1931) foi um praticante de cabo de guerra, atleta e atirador da Dinamarca. Participou dos Jogos Olímpicos de Verão de 1896 e de 1900. Nestes, fez parte da equipe mista formada por atletas dinamarqueses e suecos que conquistou a medalha de ouro do cabo de guerra.